# Halowe Mistrzostwa Świata w Lekkoatletyce 2003 – bieg na 200 m mężczyzn
Bieg na 200 m mężczyzn – jedna z konkurencji rozgrywanych podczas halowych mistrzostw świata w lekkoatletyce w 2003. Eliminacje i półfinały odbyły się 14 marca, a finał został rozegrany 15 marca.
Do eliminacji zgłoszonych zostało 24 zawodników z 18 państw.
Zawody w tej konkurencji wygrał reprezentant Wielkiej Brytanii Marlon Devonish. Drugą pozycję zajął zawodnik z Kamerunu Joseph Batangdon, trzecią zaś reprezentujący Bahamy Dominic Demeritte.

## Wyniki

### Eliminacje
Źródło: 
Bieg 1
| Miejsce | Zawodnik       | Państwo         | Wynik | Uwagi |
| ------- | -------------- | --------------- | ----- | ----- |
| 1.      | Marco Torrieri | Włochy          | 20,78 | PB    |
| 2.      | Allyn Condon   | Wielka Brytania | 21,14 |       |
| 3.      | Johan Engberg  | Szwecja         | 21,36 |       |
| –       | Bruno Pacheco  | Brazylia        | DSQ   |       |

Bieg 2
| Miejsce | Zawodnik         | Państwo  | Wynik | Uwagi |
| ------- | ---------------- | -------- | ----- | ----- |
| 1.      | Joseph Batangdon | Kamerun  | 20,95 |       |
| 2.      | Gary Ryan        | Irlandia | 21,07 |       |
| 3.      | Johan Wissman    | Szwecja  | 21,17 |       |
| –       | Heber Viera      | Urugwaj  | DSQ   |       |

Bieg 3
| Miejsce | Zawodnik           | Państwo           | Wynik | Uwagi |
| ------- | ------------------ | ----------------- | ----- | ----- |
| 1.      | Shawn Crawford     | Stany Zjednoczone | 20,69 |       |
| 2.      | Stefano Dacastello | Włochy            | 21,29 |       |
| 3.      | Santiago Ezquerro  | Hiszpania         | 21,31 |       |
| –       | Roman Cress        | Wyspy Marshalla   | DSQ   |       |

Bieg 4
| Miejsce | Zawodnik           | Państwo  | Wynik | Uwagi |
| ------- | ------------------ | -------- | ----- | ----- |
| 1.      | Matic Osovnikar    | Słowenia | 20,77 | NR    |
| 2.      | Patrick van Balkom | Holandia | 20,91 | SB    |
| 3.      | Leslie Djhone      | Francja  | 20,95 |       |
| 4.      | Oumar Loum         | Senegal  | 21,62 |       |

Bieg 5
| Miejsce | Zawodnik          | Państwo                              | Wynik | Uwagi |
| ------- | ----------------- | ------------------------------------ | ----- | ----- |
| 1.      | Dominic Demeritte | Bahamy                               | 21,00 |       |
| 2.      | Paul Brizzel      | Irlandia                             | 21,02 |       |
| 3.      | Adrian Durant     | Wyspy Dziewicze Stanów Zjednoczonych | 21,60 | NR    |
| 4.      | Chao Un Kei       | Makau                                | 22,42 |       |

Bieg 6
| Miejsce | Zawodnik        | Państwo           | Wynik | Uwagi |
| ------- | --------------- | ----------------- | ----- | ----- |
| 1.      | Marlon Devonish | Wielka Brytania   | 20,78 |       |
| 2.      | Bobby Williams  | Stany Zjednoczone | 20,90 |       |
| –       | Damien Degroote | Francja           | DSQ   |       |
| –       | Uchenna Emedolu | Nigeria           | DNS   |       |

### Półfinały
Źródło: 
Bieg 1
| Miejsce | Zawodnik           | Państwo           | Wynik | Uwagi |
| ------- | ------------------ | ----------------- | ----- | ----- |
| 1.      | Dominic Demeritte  | Bahamy            | 20,67 | NR    |
| 2.      | Allyn Condon       | Wielka Brytania   | 21,03 |       |
| 3.      | Leslie Djhone      | Francja           | 21,09 |       |
| 4.      | Patrick van Balkom | Holandia          | 21,26 |       |
| –       | Shawn Crawford     | Stany Zjednoczone | DSQ   |       |

Bieg 2
| Miejsce | Zawodnik           | Państwo  | Wynik | Uwagi |
| ------- | ------------------ | -------- | ----- | ----- |
| 1.      | Joseph Batangdon   | Kamerun  | 20,65 |       |
| 2.      | Matic Osovnikar    | Słowenia | 20,87 |       |
| 3.      | Gary Ryan          | Irlandia | 21,13 |       |
| 4.      | Stefano Dacastello | Włochy   | 21,20 |       |

Bieg 3
| Miejsce | Zawodnik        | Państwo           | Wynik | Uwagi |
| ------- | --------------- | ----------------- | ----- | ----- |
| 1.      | Marlon Devonish | Wielka Brytania   | 20,63 |       |
| 2.      | Marco Torrieri  | Włochy            | 20,91 |       |
| 3.      | Paul Brizzel    | Irlandia          | 20,96 |       |
| –       | Bobby Williams  | Stany Zjednoczone | DSQ   |       |

### Finał
Źródło: 
| Miejsce | Zawodnik          | Państwo         | Wynik | Uwagi |
| ------- | ----------------- | --------------- | ----- | ----- |
| 01 !    | Marlon Devonish   | Wielka Brytania | 20,62 |       |
| 02 !    | Joseph Batangdon  | Kamerun         | 20,76 |       |
| 03 !    | Dominic Demeritte | Bahamy          | 20,92 |       |
| 4.      | Matic Osovnikar   | Słowenia        | 21,17 |       |
| 5.      | Marco Torrieri    | Włochy          | 21,68 |       |
| –       | Allyn Condon      | Wielka Brytania | DSQ   |       |